# Breakout (jogo eletrônico)
Breakout  é um jogo eletrônico para arcade desenvolvido pela Atari, Inc e lançado em 13 de maio de 1976. Foi idealizado por Nolan Bushnell e Steve Bristow e influenciado pelo jogo de arcade de 1972 Pong, também da Atari. O jogo foi convertido para os consoles e atualizado como Super Breakout.  Além disso, Breakout foi a base e inspiração para livros, jogos, e o computador Apple II.
No jogo, uma camada de tijolos é alinhada no topo da tela. A bola passa pela tela, rebatendo nas paredes laterais e superiores da tela. Quando um tijolo é atingido, a bola rebate de volta e o tijolo é destruído. O jogador perde uma vida quando a bola toca a parte inferior da tela. Para prevenir que isso aconteça, o jogador move uma palheta para rebater a bola para cima, mantendo-a no jogo.
O gabinete de arcade usa um monitor preto e branco. Entretanto, o monitor tinha camadas de celofane colorido posto por cima para parecer que os tijolos eram coloridos.

## Legado

### Apple II

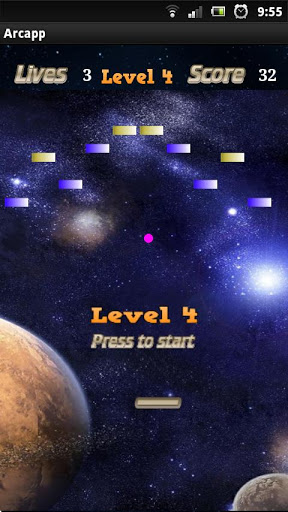
"Arkapp, blocks breaker", é um dos muitos jogos inspirados em Breakout

Breakout influenciou diretamente o design de Steve Wozniak para o computador Apple II - "Muitas das características do Apple II foram feitas porque eu fiz o design do Breakout para Atari. Eu fiz o design do hardware. Eu queria escrever agora isso em software."